# Trutxelles
Trutxelles és un despoblat ubicat al nord del terme municipal d'Onda, en un emplaçament desconegut en l'actualitat. Alguns documents medievals el citen juntament amb Ribesalbes i Berita, per la qual cosa degué estar ubicat en aquella zona.